# Pāramitā
Pāramitā (skt. पारमिता, Pāramitā) sind im Buddhismus die sogenannten transzendenten Tugenden, die ans andere (para) Ufer (mita) der Weisheit, also zum Erwachen, führen.
Man spricht, vor allem in der Mahayana-Tradition, von sechs Pāramitā, manchmal, vor allem im Theravada, auch von zehn Pāramī.
Die sechs Tugenden im Lotus-Sutra des Mahayana sind:
1. Freigebigkeit (Dāna paramita, Chinesisch: 布施波羅蜜),
2. ethische Richtlinien (Śīla paramita, 持戒波羅蜜),
3. Geduld (Kṣānti (kshanti) paramita, 忍辱波羅蜜),
4. energisches Bemühen (Vīrya paramita, 精進波羅蜜),
5. Meditation (Dhyāna paramita, 禪定波羅蜜),
6. Weisheit (Prajñā paramita, 智慧波羅蜜 bzw. 般若波羅蜜).

Im Theravada sind zehn Pāramī bekannt:
1. Dāna Pāramī: Gebefreudigkeit, Freigebigkeit,
2. Sīla Pāramī: ethisches Verhalten, Sittlichkeit,
3. Nekkhamma Pāramī: freiwilliger Verzicht, Entsagung,
4. Paññā Pāramī: Weisheit,
5. Viriya (auch Vīriya) Pāramī: Willenskraft,
6. Khanti Pāramī: Geduld,
7. Sacca Pāramī: Wahrhaftigkeit,
8. Adhiṭṭhāna Pāramī: Standhaftigkeit, Entschlossenheit,
9. Mettā Pāramī: Mitfühlende Güte, liebevolle Güte,
10. Upekkhā Pāramī: Gleichmut.